# Iwan Alexejewitsch Gardner
Iwan Alexejewitsch Gardner (russisch Иван Алексеевич Гарднер, auch bekannt unter dem Namen Johann von Gardner; * 10. Dezemberjul. / 22. Dezember 1898greg. in Sewastopol; Russisches Kaiserreich; † 22. Februar 1984 in München) war ein russischsprachiger Musikwissenschaftler, russisch-orthodoxer Geistlicher und zeitweilig Bischof der russisch-orthodoxen Eparchie Potsdam.

## Leben
Gardners Familie war schottischen Ursprungs. Einer seiner Vorfahren war Francis Jacob Gardner, der Begründer der russischen Porzellanfabrikation. Iwan Gardner wurde 1898 in Sewastopol geboren. Während der Wirren des Russischen Bürgerkrieges emigrierte er nach Belgrad und schloss dort 1928 die Theologische Fakultät der dortigen Universität ab. Iwan Gardner trat 1936 in das Kloster des Heiligen Hiob von Potschajiw ein, das sich in der Ortschaft Ladomirová befand. Er nahm dort den Namen Philipp an und wurde 1938 zum Archimandriten geweiht. 1942 folgte die Weihe zum Bischof der Eparchie Potsdam, Gardner legte jedoch 1945 dieses Amt nieder und heiratete wenig später. Er widmete sich fortan intensiv dem Studium und der Lehre des liturgischen Gesanges der russisch-orthodoxen Kirche. Nach einer Tätigkeit in Salzburg lehrte er von 1954 bis 1965 dieses Fach an der Universität München und promovierte 1965 mit einer Arbeit zum Thema Das Problem des altrussischen demestischen Kirchengesanges und seiner linienlosen Notation. Er starb 1984 in München.
Einer seiner Schüler war der Benediktiner Irenäus Totzke.

## Werke (Auswahl)
- Das Problem des altrussischen demestischen Kirchengesanges und seiner linienlosen Notation. Verlag Otto Sagner, Slavistische Beiträge (Bd. 25), München 1967, ISBN 978-3-87690-032-2.
- Russian Church Singing (Mehrere Bände). St. Vladimir’s Seminary Press, New York 2000 (englisch).